# Ron Lim
Ronald « Ron » Lim, né en 1965, est un dessinateur de comics américain qui a travaillé pour de nombreuses maisons d'éditions comme First Comics, Marvel Comics, DC Comics, Future Comics.

## Biographie
L'intérêt de Lim pour la bande dessinée a commencé quand il lisait des bandes dessinées et dessinait ses héros préférés, notamment Batman et les Quatre Fantastiques [2].
Son premier ouvrage publié était pour le titre de bande dessinée indépendante Ex-Mutants, sur lequel il travailla de 1986 à 1988.
Il a été "découvert" par Marvel lors d'une convention sur la bande dessinée en 1987 et a été embauché sur place. [2] Lim a dessiné la série Silver Surfer (vol. 3) pendant près de six ans (1988–94). Il a également dessiné au crayon la plupart de la trilogie "Infinity" de séries limitées de croisements à grande échelle publiées par Marvel au début des années 1990 - Infinity Gauntlet (1991), Infinity War (1992) et Infinity Crusade (1993). Il est revenu à ces personnages pour dessiner la série Thanos en 2004.
Il était également un artiste régulier de Captain America en 1990–1991, alors qu'il travaillait également régulièrement pour Silver Surfer. Parmi les autres séries de Marvel sur lesquelles il a travaillé au cours des années 1990, citons X-Men 2099 (1993), Spider-Man Unlimited, Dragon Lines (1993) et Venom: Lethal Protector (1993).
Alors que Lim travaillait principalement pour Marvel, il travailla également pour DC à la fin des années 90, où il travailla pour la troisième et dernière année de la série Sovereign Seven de Chris Claremont. Il a également fourni des illustrations de couverture et des intérieurs de remplissage pour des séries comme Hawkman, Green Lantern (vol.3) et Flash (vol. 2).
Il a travaillé pour la franchise Sonic the Hedgehog chez Archie Comics, notamment avec Sonic # 100.
En 1999, il était attaché en tant qu'artiste à un réveil raté de G.I. Joe sera publié par Bench Press Comics avec Larry Hama attaché en tant qu'écrivain. [3]
Lim a été un contributeur fondateur de l'éditeur malheureux Future Comics et, en 2002, a publié sa quatrième série, Metallix, dans six numéros.
Lim est revenu à Marvel dans les années 2000, illustrant plusieurs séries associées à l'empreinte MC2 de Marvel & Tom DeFalco, notamment Avengers Next, J2 et Fantastic Five. En 2007, il a contribué à l'adaptation comique de Guilty Pleasures de Laurell K. Hamilton et, depuis 2016, fournit régulièrement des couvertures de variantes pour divers comics one-shots, mini-séries et bandes dessinées Marvel.

## Publications
- The Thanos Quest, 1990 #1-2 (Marvel Comics) avec Jim Starlin
- The Infinity Gauntlet  #4-6,  avec Jim Starlin et George Pérez
- Infinity War #1-6 (Marvel Comics) 1993  avec Jim Starlin & Al Milgrom
- Infinity Crusade #1-6 (Marvel Comics)
- Spider-Man Unlimited Vol. 1 #1-6 (Marvel Comics)
- Thanos Vol. 2 #7-12 avec Jim Starlin
- Excalibur #8, 20, 26
- Generation X #68, 73, 75 (Marvel Comics)
- Captain America
- The Badger (First Comics)
- Sonic the Hedgehog (Archie Comics)
- A-Next (Marvel Comics)
- Fantastic Five (Marvel Comics)
- J2 (Zane Yama) (Marvel Comics)
- X-Men 2099, #1-35
- Sovereign Seven (DC Comics) avec Chris Claremont au scénario
- Morg avec Ron Marz
- Green Lantern Vol. 3 #65,112, 127,
- Rann / Thanagar: Holy Waw #1-8  (DC Comics)